# Onarmach
«Onarmach» (Онармах; лит. Pažanga «Успіх», «Прогрес») - караїмський журнал, заснований в міжвоєнний час однойменною спыльнотою караїмів Паневежиса (Литва). Вийшло три номери - в 1934 в Каунасі, в 1938 в Пасвалісі (об'ємом 33 сторінки і 6 сторінок пісень з нотами) і в 1939 році в Паневежисі (40 сторінок). Редактором перших двох номерів був юрист і поет Михайло Тинфович (Тінфович; 1912-1974), а останній номер видання вийшов під редакцією Йогонадава Роєцького.
Видавці журналу бажали зберегти рідну мову, тому караїмські тексти друкувалися з використанням литовських письмових знаків і фонетики. Близько 70-90% статей були написані не-литовськими караїмами: Товією Леві-Бабовичем, Олександром Мардковічем, Соломоном Кримом, Ананієм Зайончковським, Борисом Кокенаем, А. Шишманом. Перший номер журналу містив кілька листів від каїрської караїмської громади, переведених з «мови Тори». В останньому номері журналу була опублікована легенда Соломона Крима «Молитва Гахама» в перекладі на тракайський діалект караїмської мови. Також на сторінках «Onarmach» друкувалася поезія караїмських авторів: Шелуміеля Лопатто, Якова Малецького, Семена Кобецького, Михайла Тинфовича; обговорювалися поточні і минулі події в житті караїмських громад, як, наприклад, візит італійського антрополога Коррадо Джині в Паневежис в 1934 році.
Через початок Другої світової війни випуск журналу, що нині вважається найважливішим культурним досягненням караїмів Північної Литви, був припинений.